# 特羅納 (加利福尼亞州因約縣)
特羅納（英語：Trona）是位於美國加利福尼亞州因約縣的一個人口普查指定地區。

## 地理
特羅納的座標為35°58′47″N 117°20′51″W / 35.97972°N 117.34750°W，而該地最高點為海拔高度519米（即1703英尺）。

## 人口
根據2010年美國人口普查的數據，特羅納的面積為24.079平方千米，當中陸地面積為24.077平方千米，而水域面積為0.002平方千米。當地共有人口18人，而人口密度為每平方千米0人。